# Ilion Lika
Ilion Lika (Tirana, 17 maggio 1980) è un ex calciatore albanese, di ruolo portiere.

## Carriera

### Club
Il 1º gennaio 2008 viene acquistato a titolo definitivo dalla squadra russa del Terek Groznyj per 500.000 euro.

### Nazionale
Ha collezionato 14 presenze con la Nazionale albanese.

## Statistiche

### Presenze e reti nei club
Statistiche aggiornate al 22 dicembre 2019.
| Stagione                 | Squadra                  | Campionato               | Campionato | Campionato | Coppe nazionali | Coppe nazionali | Coppe nazionali | Coppe continentali | Coppe continentali | Coppe continentali | Altre coppe | Altre coppe | Altre coppe | Totale | Totale |
| Stagione                 | Squadra                  | Comp                     | Pres       | Reti       | Comp            | Pres            | Reti            | Comp               | Pres               | Reti               | Comp        | Pres        | Reti        | Pres   | Reti   |
| ------------------------ | ------------------------ | ------------------------ | ---------- | ---------- | --------------- | --------------- | --------------- | ------------------ | ------------------ | ------------------ | ----------- | ----------- | ----------- | ------ | ------ |
| 1999-2000                | Dinamo Tirana            | KS                       | 6          | -?         | CA              | 0               | 0               | -                  | -                  | -                  | -           | -           | -           | 6      | -?     |
| 2000-2001                | Dinamo Tirana            | KS                       | 16         | -?         | CA              | 0               | 0               | -                  | -                  | -                  | -           | -           | -           | 16     | -?     |
| 2001-2002                | Dinamo Tirana            | KS                       | 25         | -?         | CA              | 0               | 0               | CU                 | 2                  | -4                 | -           | -           | -           | 27     | -4+    |
| 2002-2003                | Dinamo Tirana            | KS                       | 25         | -?         | CA              | 0               | 0               | UCL                | 4                  | -7                 | SA          | 0           | 0           | 29     | -7+    |
| 2003-2004                | Dinamo Tirana            | KS                       | 35         | -?         | CA              | 0               | 0               | CU                 | 2                  | -7                 | SA          | 0           | 0           | 37     | -7+    |
| 2004-2005                | Dinamo Tirana            | KS                       | 35         | -?         | CA              | 0               | 0               | CU                 | 2                  | -8                 | -           | -           | -           | 37     | -8+    |
| 2005-2006                | Dinamo Tirana            | KS                       | 36         | -?         | CA              | 0               | 0               | Int                | 1                  | -4                 | -           | -           | -           | 37     | -4+    |
| 2006-2007                | Dinamo Tirana            | KS                       | 21         | -?         | CA              | 0               | 0               | CU                 | 2                  | -5                 | -           | -           | -           | 23     | -5+    |
| Totale Dinamo Tirana     | Totale Dinamo Tirana     | Totale Dinamo Tirana     | 199        | -?         |                 | 0               | 0               |                    | 13                 | -35                |             | 0           | 0           | 212    | -35+   |
| 2007-gen. 2008           | Elbasani                 | KS                       | 17         | -?         | CA              | 0               | 0               | -                  | -                  | -                  | -           | -           | -           | 17     | -?     |
| 2008                     | Terek Groznyj            | PL                       | 27         | -33        | CR              | 0               | 0               | -                  | -                  | -                  | -           | -           | -           | 27     | -33    |
| 2009                     | Terek Groznyj            | PL                       | 0          | 0          | CR              | 0               | 0               | -                  | -                  | -                  | -           | -           | -           | 0      | 0      |
| Totale Terek Groznyj     | Totale Terek Groznyj     | Totale Terek Groznyj     | 27         | -33        |                 | 0               | 0               |                    | -                  | -                  |             | -           | -           | 27     | -33    |
| gen.-feb. 2010           | Vllaznia                 | KS                       | 1          | -2         | CA              | 0               | 0               | -                  | -                  | -                  | -           | -           | -           | 1      | -2     |
| feb.-giu. 2010           | Kastrioti                | KS                       | 15         | -16        | CA              | 0               | 0               | -                  | -                  | -                  | -           | -           | -           | 15     | -16    |
| 2010-2011                | Tirana                   | KS                       | 30         | -27        | CA              | 5               | -5              | UEL                | 3                  | -4                 | -           | -           | -           | 38     | -36    |
| 2011-2012                | Tirana                   | KS                       | 26         | -21        | CA              | 15              | -10             | UEL                | 2                  | -3                 | SA          | 1           | 0           | 44     | -34    |
| 2012-2013                | Tirana                   | KS                       | 19         | -18        | CA              | 4               | -7              | UEL                | 4                  | -6                 | SA          | 1           | -1          | 28     | -32    |
| 2013-gen. 2014           | Kastrioti                | KS                       | 16         | -16        | CA              | 0               | 0               | -                  | -                  | -                  | -           | -           | -           | 16     | -16    |
| Totale Kastrioti         | Totale Kastrioti         | Totale Kastrioti         | 31         | -32        |                 | 0               | 0               |                    | -                  | -                  |             | -           | -           | 31     | -32    |
| gen.-giu. 2014           | Tirana                   | KS                       | 13         | -10        | CA              | 0               | 0               | -                  | -                  | -                  | -           | -           | -           | 13     | -10    |
| 2014-2015                | Flamurtari Valona        | KS                       | 24         | -24        | CA              | 1               | -3              | UEL                | 4                  | -9                 | SA          | 1           | -1          | 30     | -37    |
| 2015-2016                | Flamurtari Valona        | KS                       | 14         | -18        | CA              | 2               | -3              | -                  | -                  | -                  | -           | -           | -           | 16     | -21    |
| Totale Flamurtari Valona | Totale Flamurtari Valona | Totale Flamurtari Valona | 38         | -42        |                 | 3               | -6              |                    | 4                  | -9                 |             | 1           | -1          | 46     | -58    |
| 2016-2017                | Tirana                   | KS                       | 36         | -32        | CA              | 4               | -3              | -                  | -                  | -                  | -           | -           | -           | 40     | -35    |
| 2017-2018                | Tirana                   | KP                       | 20         | -6         | CA              | 6               | -4              | UEL                | 2                  | -5                 | SA          | 1           | 0           | 29     | -15    |
| 2018-2019                | Tirana                   | KS                       | 12         | -14        | CA              | 2               | -3              | -                  | -                  | -                  | -           | -           | -           | 14     | -17    |
| 2019-2020                | Tirana                   | KS                       | 13         | -11        | CA              | 0               | 0               | -                  | -                  | -                  | -           | -           | -           | 13     | -11    |
| Totale Tirana            | Totale Tirana            | Totale Tirana            | 169        | -139       |                 | 36              | -32             |                    | 11                 | -18                |             | 3           | -1          | 219    | -190   |
| Totale carriera          | Totale carriera          | Totale carriera          | 482        | -248+      |                 | 39              | -38             |                    | 28                 | -62                |             | 4           | -2          | 553    | -350+  |

### Cronologia presenze e reti in Nazionale
| Cronologia completa delle presenze e delle reti in nazionale ― Albania | Cronologia completa delle presenze e delle reti in nazionale ― Albania | Cronologia completa delle presenze e delle reti in nazionale ― Albania | Cronologia completa delle presenze e delle reti in nazionale ― Albania | Cronologia completa delle presenze e delle reti in nazionale ― Albania | Cronologia completa delle presenze e delle reti in nazionale ― Albania | Cronologia completa delle presenze e delle reti in nazionale ― Albania | Cronologia completa delle presenze e delle reti in nazionale ― Albania |
| Data                                                                   | Città                                                                  | In casa                                                                | Risultato                                                              | Ospiti                                                                 | Competizione                                                           | Reti                                                                   | Note                                                                   |
| ---------------------------------------------------------------------- | ---------------------------------------------------------------------- | ---------------------------------------------------------------------- | ---------------------------------------------------------------------- | ---------------------------------------------------------------------- | ---------------------------------------------------------------------- | ---------------------------------------------------------------------- | ---------------------------------------------------------------------- |
| 10-1-2002                                                              | Riffa                                                                  | Bahrein                                                                | 3 – 0                                                                  | Albania                                                                | Tournament Bahrain                                                     | -1                                                                     | 46’                                                                    |
| 31-3-2004                                                              | Tirana                                                                 | Albania                                                                | 2 – 1                                                                  | Islanda                                                                | Amichevole                                                             | -1                                                                     | 46’                                                                    |
| 28-4-2004                                                              | Tallinn                                                                | Estonia                                                                | 1 – 1                                                                  | Albania                                                                | Amichevole                                                             | -                                                                      | 46’                                                                    |
| 18-8-2004                                                              | Limassol                                                               | Cipro                                                                  | 2 – 1                                                                  | Albania                                                                | Amichevole                                                             | -1                                                                     | 46’                                                                    |
| 23-3-2005                                                              | Istanbul                                                               | Turchia                                                                | 2 – 0                                                                  | Albania                                                                | Qual. Mondiali 2006                                                    | -2                                                                     |                                                                        |
| 30-3-2005                                                              | Pireo                                                                  | Grecia                                                                 | 2 – 0                                                                  | Albania                                                                | Qual. Mondiali 2006                                                    | -2                                                                     |                                                                        |
| 4-6-2005                                                               | Tirana                                                                 | Albania                                                                | 3 – 2                                                                  | Georgia                                                                | Qual. Mondiali 2006                                                    | -2                                                                     |                                                                        |
| 8-6-2005                                                               | Copenaghen                                                             | Danimarca                                                              | 3 – 1                                                                  | Albania                                                                | Qual. Mondiali 2006                                                    | -3                                                                     |                                                                        |
| 3-9-2005                                                               | Tirana                                                                 | Albania                                                                | 2 – 1                                                                  | Kazakistan                                                             | Qual. Mondiali 2006                                                    | -1                                                                     |                                                                        |
| 8-10-2005                                                              | Dnipropetrovsk                                                         | Ucraina                                                                | 2 – 2                                                                  | Albania                                                                | Qual. Mondiali 2006                                                    | -2                                                                     |                                                                        |
| 12-10-2005                                                             | Tirana                                                                 | Albania                                                                | 0 – 1                                                                  | Turchia                                                                | Qual. Mondiali 2006                                                    | -1                                                                     |                                                                        |
| 22-3-2006                                                              | Tirana                                                                 | Albania                                                                | 0 – 0                                                                  | Georgia                                                                | Amichevole                                                             | -                                                                      |                                                                        |
| 16-8-2006                                                              | Serravalle                                                             | San Marino                                                             | 0 – 3                                                                  | Albania                                                                | Amichevole                                                             | -                                                                      | 46’                                                                    |
| 2-9-2006                                                               | Minsk                                                                  | Bielorussia                                                            | 2 – 2                                                                  | Albania                                                                | Qual. Euro 2008                                                        | -2                                                                     |                                                                        |
| Totale                                                                 |                                                                        | Presenze                                                               | 14                                                                     |                                                                        | Reti                                                                   | -18                                                                    |                                                                        |

| Cronologia completa delle presenze e delle reti in nazionale ― Albania under 21 | Cronologia completa delle presenze e delle reti in nazionale ― Albania under 21 | Cronologia completa delle presenze e delle reti in nazionale ― Albania under 21 | Cronologia completa delle presenze e delle reti in nazionale ― Albania under 21 | Cronologia completa delle presenze e delle reti in nazionale ― Albania under 21 | Cronologia completa delle presenze e delle reti in nazionale ― Albania under 21 | Cronologia completa delle presenze e delle reti in nazionale ― Albania under 21 | Cronologia completa delle presenze e delle reti in nazionale ― Albania under 21 |
| Data                                                                            | Città                                                                           | In casa                                                                         | Risultato                                                                       | Ospiti                                                                          | Competizione                                                                    | Reti                                                                            | Note                                                                            |
| ------------------------------------------------------------------------------- | ------------------------------------------------------------------------------- | ------------------------------------------------------------------------------- | ------------------------------------------------------------------------------- | ------------------------------------------------------------------------------- | ------------------------------------------------------------------------------- | ------------------------------------------------------------------------------- | ------------------------------------------------------------------------------- |
| 10-10-2000                                                                      | Tirana                                                                          | Albania under 21                                                                | 0 – 1                                                                           | Grecia under 21                                                                 | Qual. Europeo Under-21 2000                                                     | -1                                                                              |                                                                                 |
| Totale                                                                          |                                                                                 | Presenze                                                                        | 1                                                                               |                                                                                 | Reti                                                                            | -1                                                                              |                                                                                 |

## Palmarès

### Club

#### Competizioni nazionali
- Campionato albanese: 2

Dinamo Tirana: 2001-2002
Tirana: 2019-2020
- Coppa d'Albania: 4

Dinamo Tirana: 2002-2003
Tirana: 2010-2011, 2011-2012, 2016-2017
- Supercoppa d'Albania: 3

Tirana: 2011, 2012, 2017